# Hovedstaden
La région Hovedstaden (en français, « région de la Capitale ») est une des cinq régions du Danemark.
Créée le 1er janvier 2007, elle regroupe les anciens amter de 
Copenhague et de Frederiksborg, des communes de Copenhague et de Frederiksberg ainsi que la commune régionale de Bornholm. 
La région, d'une superficie de 2 568 km2, est administrée depuis Hillerød. La population au 1er janvier 2023 était de 1 881 871 habitants.
À parti du 1er janvier 2027, la région fusionnera avec Sjælland pour former la région d'Estdanemark.

## Liste des communes
Les 29 communes de la région sont (avec population en 2019) :
- Copenhague (København) : 623 404
- Frederiksberg : 103 960
- Albertslund  : 27 877
- Allerød  : 25 646
- Ballerup  : 48 458
- Bornholm  : 39 500
- Brøndby  : 35 397
- Dragør  : 14 270
- Egedal  : 43 335
- Elseneur (Helsingør) : 62 875
- Fredensborg  : 40 819
- Frederikssund : 45 332
- Furesø  : 41 539
- Gentofte  : 75 176
- Gladsaxe  : 69 258
- Glostrup  : 22 615
- Gribskov  : 41 195
- Halsnæs  : 31 271
- Herlev  : 28 786
- Hillerød  : 50 998
- Hvidovre  : 53 416
- Høje-Taastrup : 50 686
- Hørsholm  : 25 007
- Ishøj  : 22 946
- Lyngby-Taarbæk : 55 790
- Rudersdal  : 56 509
- Rødovre  : 40 052
- Tårnby  : 42 984
- Vallensbæk  : 16 654